# Městec Králové
Městec Králové (niem. Königstädtel) − miasto w Czechach, w kraju środkowoczeskim.
Według danych z 31 grudnia 2003 powierzchnia miasta wynosiła 1 988 ha, a liczba jego mieszkańców 2 913 osób.

## Demografia
| Rok             | 1970  | 1980  | 1991  | 2001  | 2003  |
| --------------- | ----- | ----- | ----- | ----- | ----- |
| Liczba ludności | 2 925 | 2 973 | 3 022 | 2 920 | 2 913 |

Źródło: Czeski Urząd Statystyczny